# 蓮性院 (岡崎市)
蓮性院（れんしょういん）は、愛知県岡崎市細川町にある浄土宗の寺院。山号は細川山。

## 由緒
明徳元年（1390年）、足利義満を補佐した細川頼之が、細川氏発祥地に創建した寺院である。文明12年（1480年）、松平親忠が大樹寺開山の勢誉愚底を開山として中興する。本堂は伊勢湾台風によって倒壊し、跡地には本堂跡の碑がある。寺宝として、細川頼之の念持仏（3体）がある。境内には細川頼之ほか細川、松平家の墓もある。
　

## ギャラリー

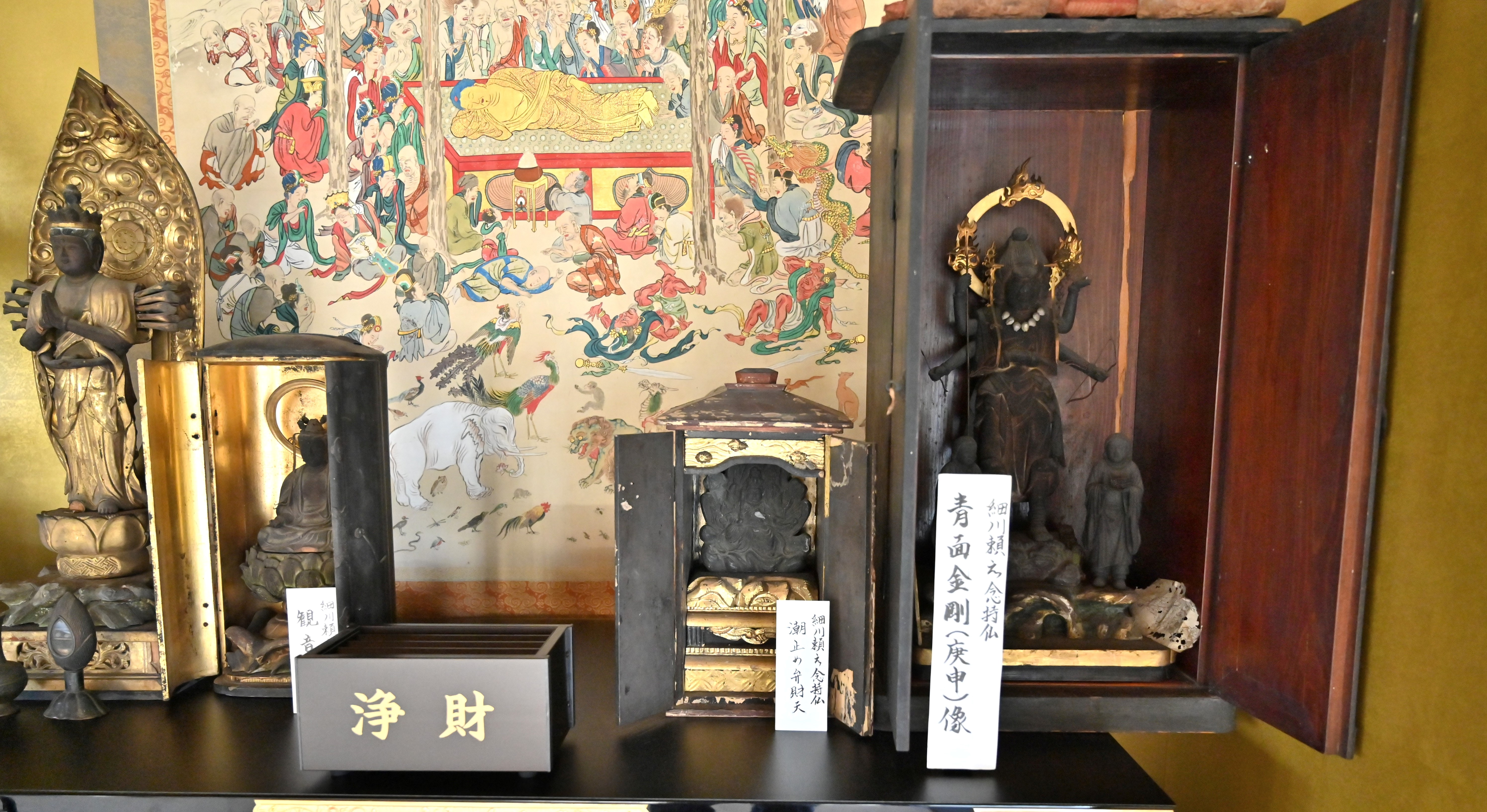
細川頼之の念持仏（右から青面金剛、潮止め弁財天、観音大師）
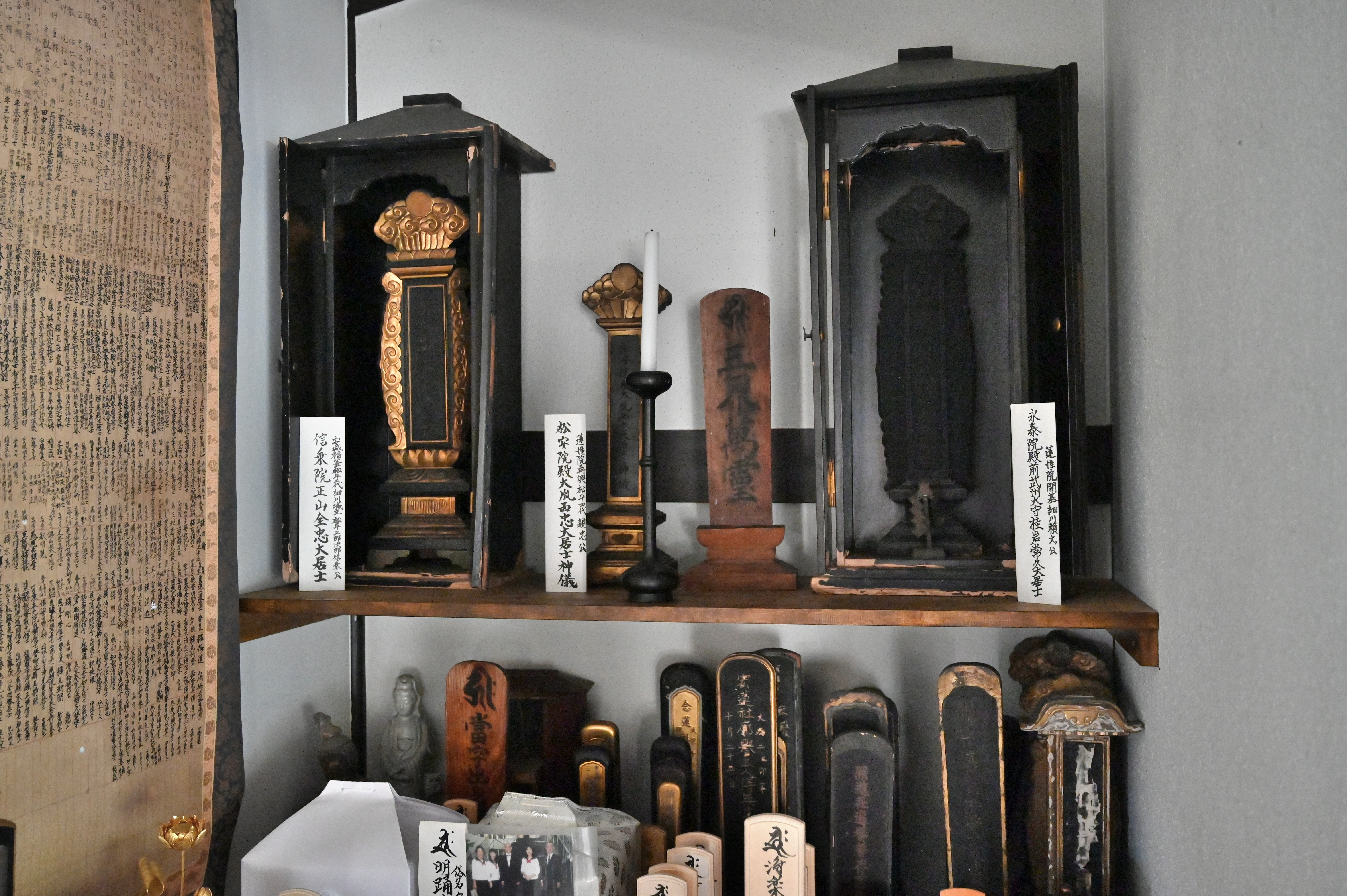
細川頼之の位牌など
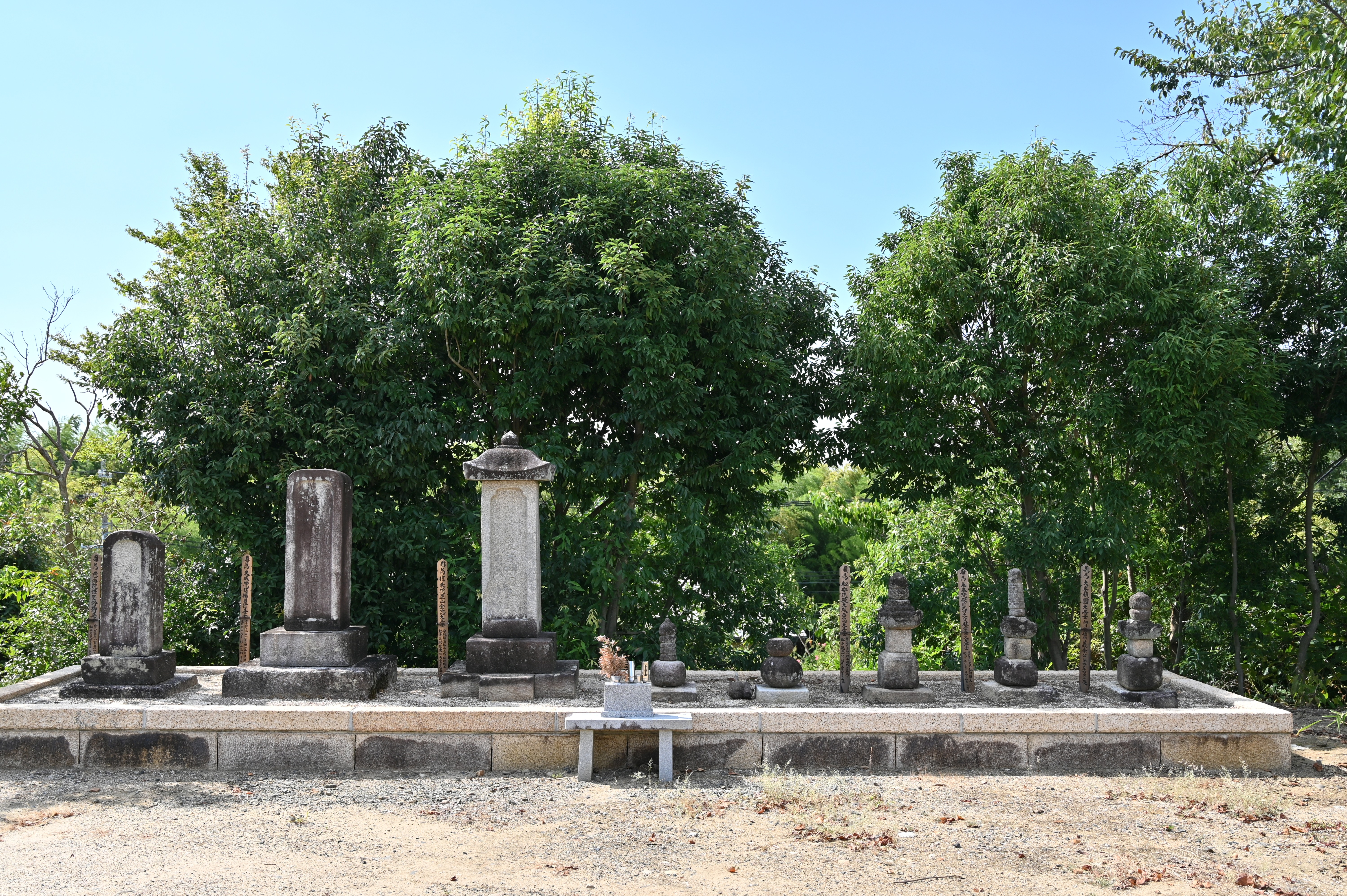
細川、松平家の墓（右から2番目が頼之の墓）
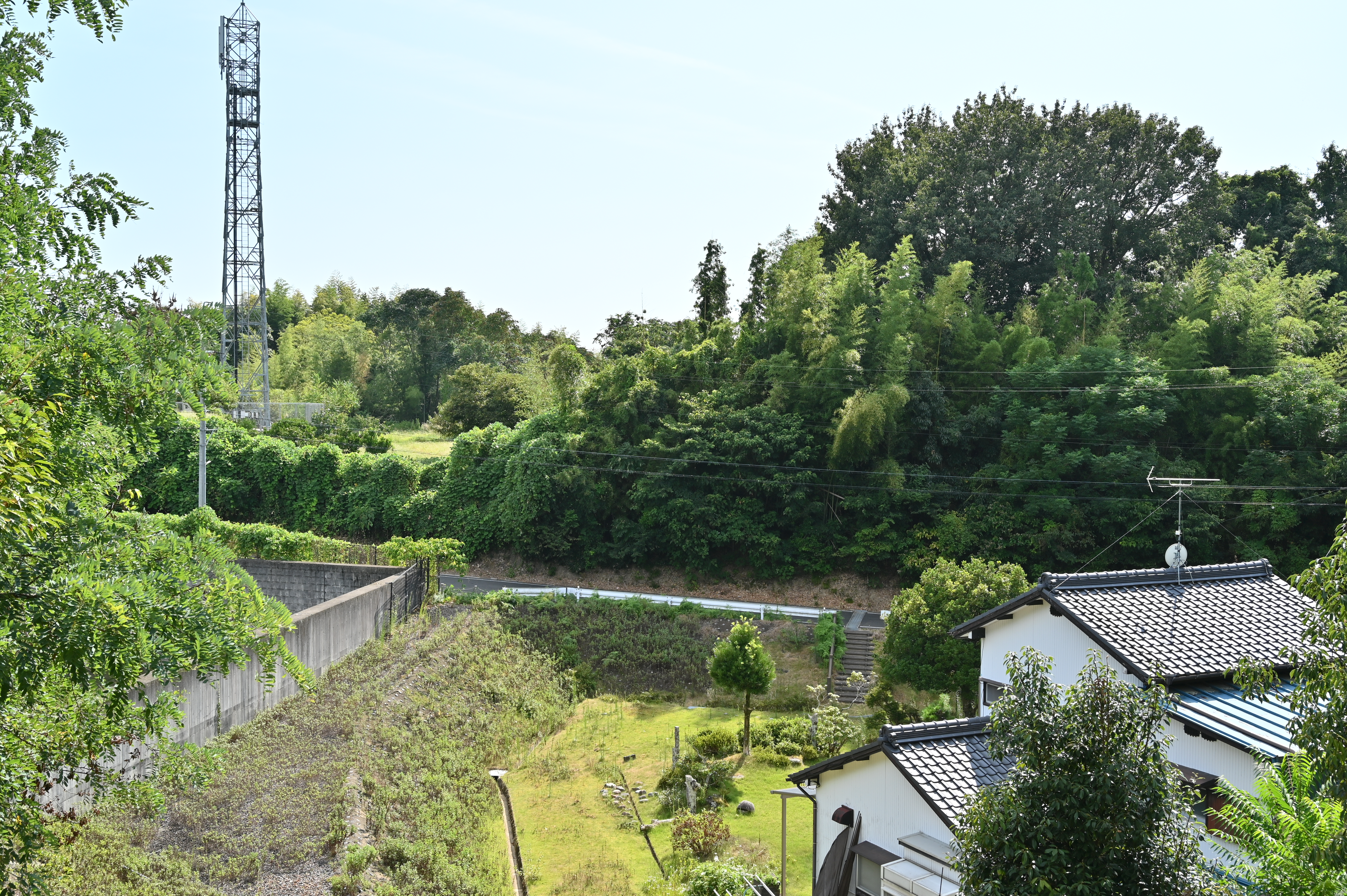
境内より細川城山城（奥の小山）を望む
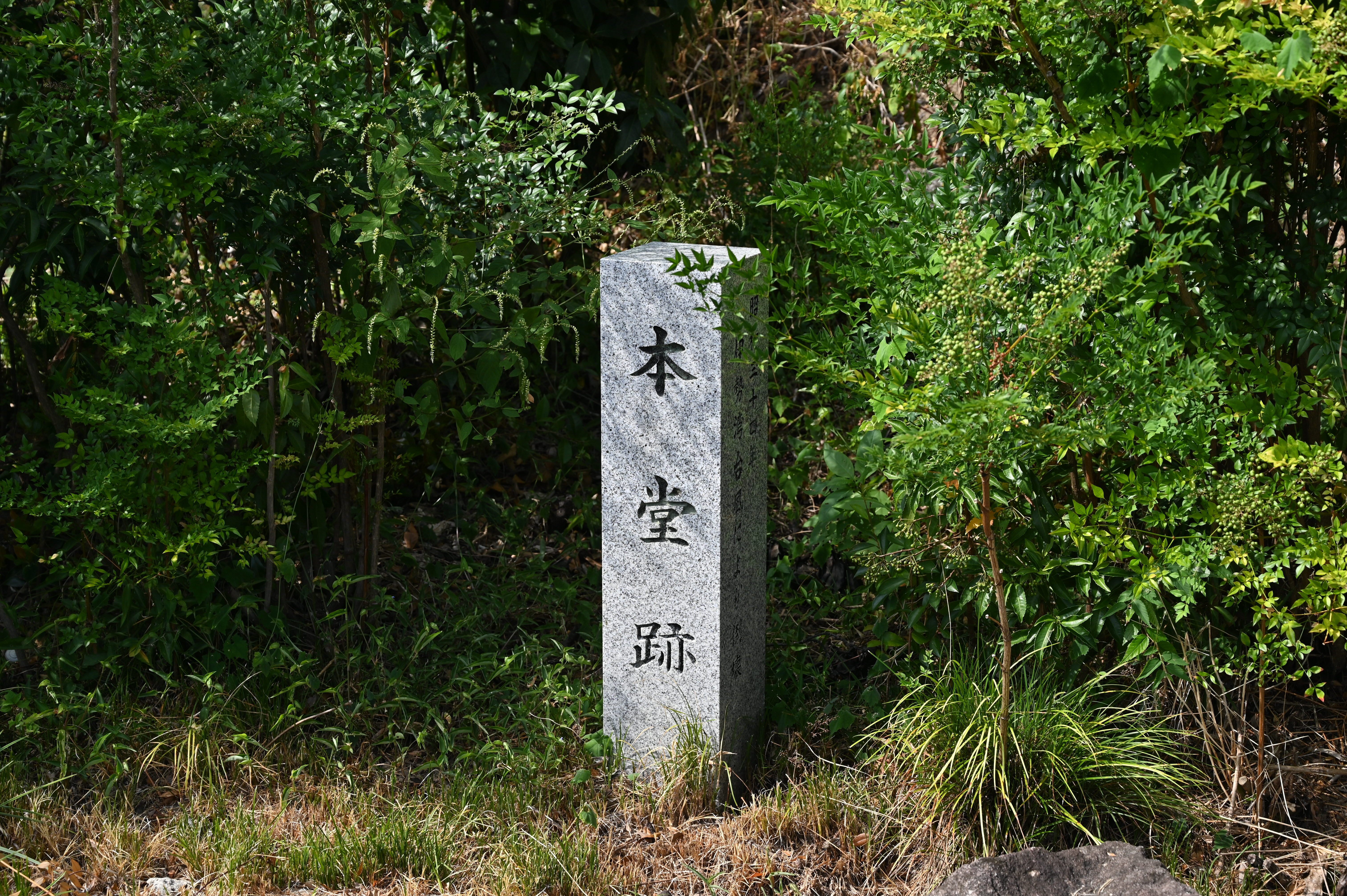
本堂跡碑